# Văn hóa Mã Gia Diêu

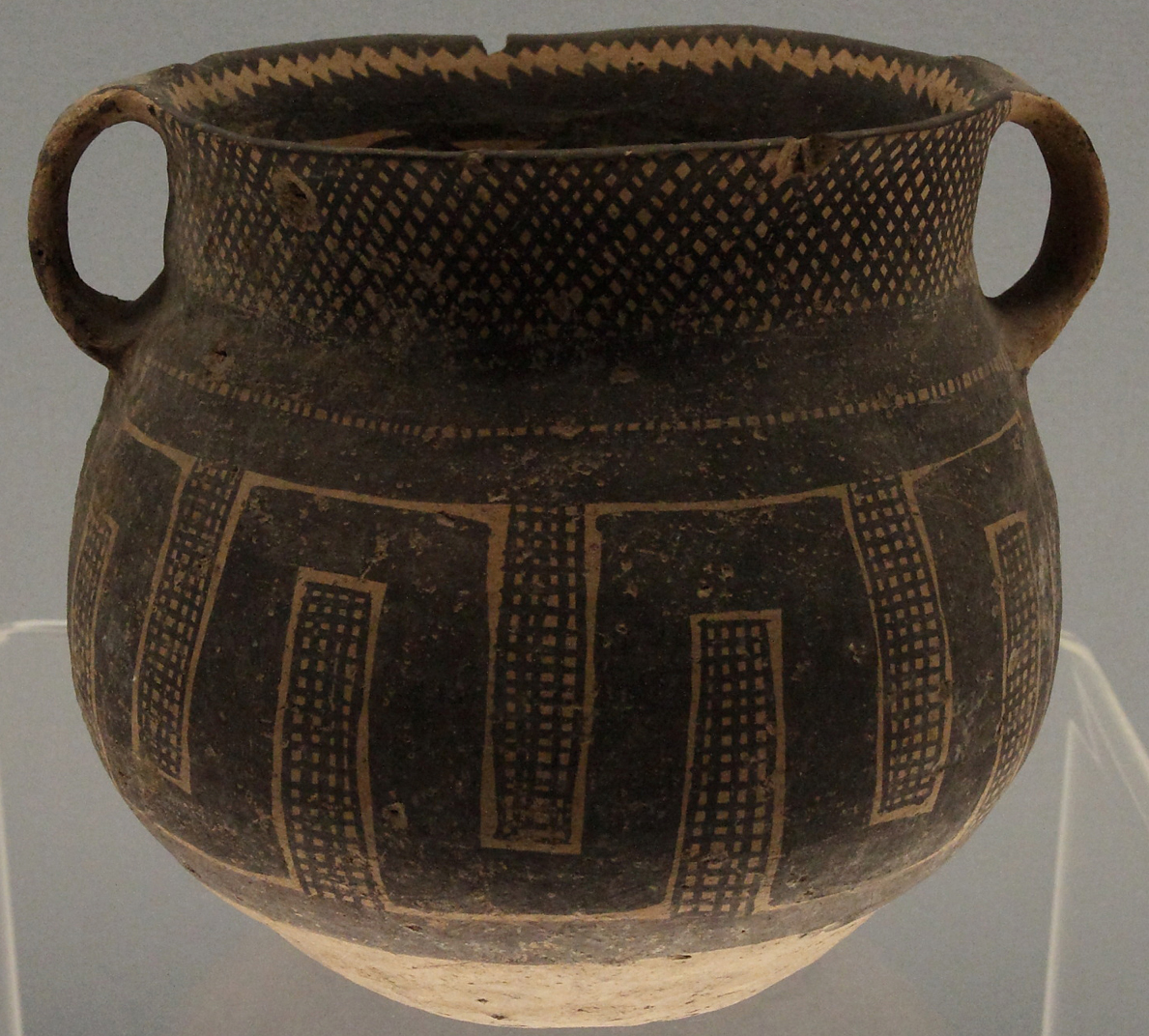
Đồ gốm Mã Gia Diêu có niên đại 2200-2000 TCN, trưng bày tại bảo tàng Thượng Hải

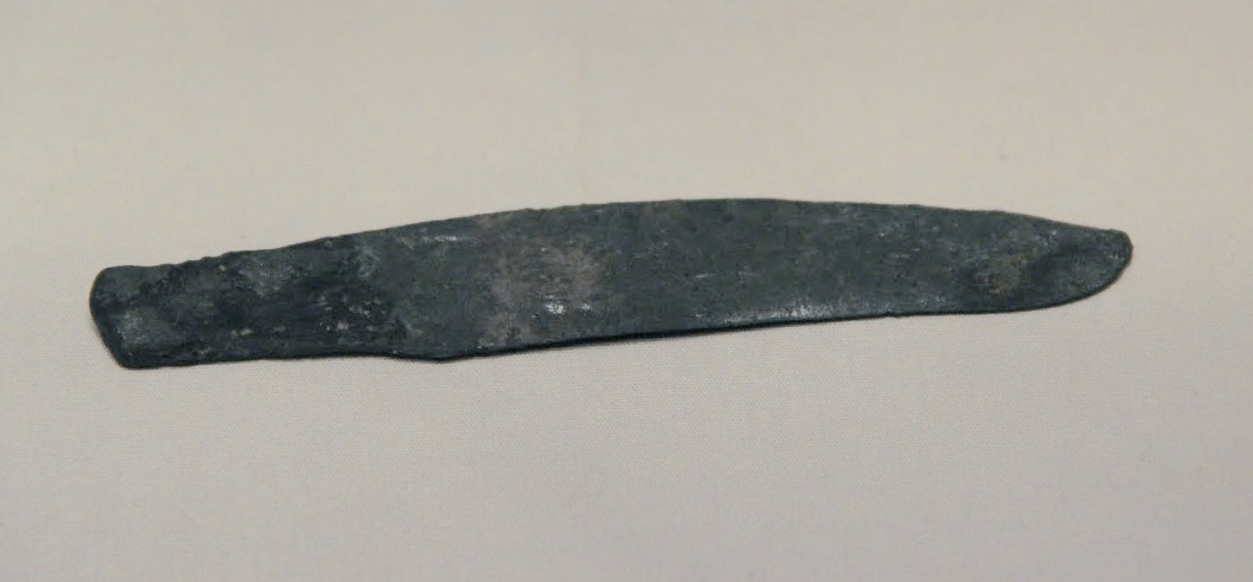
Dao đồng thuộc Văn hóa Mã Gia Diêu

Văn hóa Mã Gia Diêu (giản thể: 马家窑文化; phồn thể: 馬家窰文化; bính âm: Mǎjiāyáo Wénhuà) là một nền văn hóa thời đại đồ đá mới, ước tính tồn tại từ 3300-2100 TCN tại khu vực Cam Túc và đông bộ Thanh Hải. Đây là nền văn hóa thải đào (gốm màu) sáng tạo huy hoàng, đạt tới đỉnh cao của việc làm gốm màu ở thế giới viễn cổ, đồng thời người ta cũng khai quật được các vật phẩm đồng thanh cổ xưa nhất của Trung Quốc. Văn hóa Mã Gia Banh là một loại hình văn hóa Ngưỡng Thiều phát triển về phía tây.
Nhà khảo cổ học người Thụy Điển Johan Gunnar Andersson từ năm 1921 đến 1923 đã tiến hành khai quật tại Mã Gia Diêu thuộc huyện Lâm Thao, Cam Túc. Năm 1975, tại di chỉ Đông Hương Lâm thuộc văn hóa Mã Gia Diêu, người ta đã khai quật được một con dao bằng đồng thanh (niên đại khoảng 2.900 - 2.740 TCN). Đây là dụng cụ bằng đồng thanh cổ xưa nhất được phát hiện tại Trung Quốc, chứng minh cho việc Trung Quốc khi đó đã tiến vào thời đại đồ đồng. Xỉ đồng cũng đã được khai quật thấy tại địa điểm này, chứng tỏ khả năng tạo ra đồ đồng.
Đánh giá từ những phát hiện khảo cổ học hiện nay, cư dân lúc bấy giờ đã trồng kê, chủ yếu là canh tác khô thô sơ và sử dụng một số lượng lớn nông cụ bằng đá, xương, gốm và gỗ. Họ cũng nuôi lợn, chó, cừu và các vật nuôi khác trong cuộc sống hàng ngày. Ở một số nghĩa trang gia tộc, cả lợn, chó hoặc cừu được chôn trong các ngôi mộ. Hiện tượng này là bằng chứng cho thấy ngành chăn nuôi tương đối phát triển, trình độ phát triển kinh tế và phong tục tang lễ có phần giống với Văn hóa Đại Vấn Khẩu ở hạ lưu sông Hoàng Hà. Thời điểm đó chỉ có một số loại gia cầm được nuôi, số lượng còn ít.
Đồ gốm Mã Gia Diêu chủ yếu là gốm vẽ, có thể gọi là đỉnh cao của nền văn hóa thời kỳ đồ đá mới về số lượng và độ tinh xảo. Gốm Mã Gia Diêu cổ điển bao gồm các loại bình và bát làm bằng đất sét mịn, nền màu vàng hoặc đỏ. Nó được trang trí bằng màu đen sáng. Đồ họa trang trí của nó được đặc trưng bởi các đường xoáy cong với các chấm chấm ở trung tâm, ngoài ra còn có các đường lượn sóng hoặc các đường chéo phẳng, đặc biệt phổ biến trên bình hoặc lọ. Các đồ trang trí khác cũng bao gồm các thiết kế như đường kẻ dày "ngoằn ngoèo", ếch, chim và các hình nhân đang nhảy múa.
Mặc dù nền kinh tế nông nghiệp phát triển hơn nhưng hoạt động hái lượm và săn bắn vẫn là những khía cạnh quan trọng của đời sống kinh tế. Đầu đá, đầu xương, quả cầu đá... hầu hết được tìm thấy trong các di chỉ. Nai, lợn rừng... được tìm thấy với nhiều bộ xương của động vật hoang dã.
Trong sản xuất xã hội đã có sự phân công nghề nghiệp khá rõ ràng, nghề thủ công sơ khai chủ yếu là làm đồ gốm, đồ đá, đồ gỗ, dệt may.
Hơn 2.000 ngôi mộ của nền văn hóa này đã được khai quật. Nghĩa trang thường nằm liền kề với nơi ở. Các nghĩa trang công cộng là phổ biến. Việc bố trí các ngôi mộ không đều đặn, và hầu hết chúng nằm ở phía đông hoặc đông nam. Mẫu mộ hầm đất được nhiều người ưa chuộng, ngoài ra có các loại mộ hình chữ nhật, vuông, tròn. Phong cách mai táng thay đổi tùy theo thời kỳ và vùng miền, nói chung là táng thẳng đứng. Trong các lăng mộ thường có đồ tùy táng, chủ yếu là công cụ sản xuất, đồ dùng sinh hoạt và đồ trang trí, một ít ngũ cốc và lợn, chó, cừu và các vật nuôi khác. Ở một số nghĩa trang, đồ tùy táng thể hiện công cụ của nam giới như rìu đá, chõng đá, đục đá, hoặc guồng quay sợi và đồ gốm với nữ giới, phản ánh sự phân công lao động giữa nam và nữ. Số lượng và chất lượng đồ tùy táng có sự khác biệt, càng về sau sự chênh lệch càng lớn, một số mộ có đồ tùy táng lên tới hơn 90 chiếc, còn một số thì không có gì. Sự gia tăng khoảng cách giàu nghèo này đánh dấu sự tan rã dần dần của xã hội nguyên thủy và buổi bình minh của nền Văn minh Trung Quốc.